# Chess Engines Grand Tournament
Chess Engines Grand Tournament, также известный как CEGT, является одной из самых известных организаций, которая проверяет компьютерное шахматное программное обеспечение, запуская шахматные программы друг против друга и составляя рейтинговую таблицу оценок.
CEGT обычно проверяет любительские и профессиональные шахматные программы в различных форматах времени, таких как 40/4 (40 ходов за 4 минуты, с повторениями), 40/40 (40 ходов за 40 минут, с повторениями) и 40/120 (40 ходов за 120 минут, с повторениями). Контроль времени 40/120 считают наиболее объективным форматом игры в компьютерные шахматы.
На сентябрь 2009 года тестирующая группа состояла из 8 участников, координированных Хайнцем ван Кемпеном, использовав в общей сложности 20 персональных компьютеров. Группа выполнила больше чем 120,000 игр. Игры включают SMP тестирование.
На 23 марта 2010 года возглавляет GECT 40/120 — Quad рейтинг-лист шахматная программа Rybka 3 x64 4CPU с 3149 пунктами. Второе место занимает Naum 4 x64 4CPU с 3088 пунктами. Третье место занимает Deep Fritz 12 4CPU с 3071 пунктами .